# François Quesnay
François Quesnay (Méré, 4. lipnja 1694. – Versailles, 16. prosinca 1774.) bio je francuski liječnik, ekonomist i književnik.

## Životopis
Studirao je medicinu te je napisao više rasprava iz kirurgije. Bio je osobni liječnik kralja Luja XV. te član Francuske akademije znanosti.
Za Diderotovu Enciklopediju, napisao članke „Zakupnici” (Fermiers; 1756.) i „Žitarice” (Grains; 1757.) te se time počeo baviti ekonomijom. Osnovna načela svoje ekonomske misli iznijeo je u dodatku druge rasprave „Načela ekonomske vlade” (Maximes du gouvernement économique; 1757.). S nekoliko francuskih ekonomista osnovao je fiziokratsku školu političke ekonomije.
Godine 1758. dovršio je djelo „Ekonomska tablica” (Tableau économique).